# Franz Xaver Gruber
Franz Xaver Gruber (Unterweitzberg, 27 novembre 1787 – Hallein, 7 giugno 1863) è stato un compositore austriaco, cui si deve la musica del notissimo canto natalizio Stille Nacht, su testo di Joseph Mohr.

## La vita
Figlio di un tessitore di lino (Josef Gruber), ne apprese il mestiere del padre e lo esercitò fino all'età di diciotto anni, ma ben presto aveva dato segno della sua passione verso la musica. Fin dalla scuola, il maestro Andreas Peterlechner notò questa predisposizione e gli diede le prime lezioni, ma la sua vera e propria formazione musicale iniziò con la maggiore età presso l'organista Georg Hartdobler, parroco di Burghausen, e nel 1806 si diplomò a Ried im Innkreis.
In data 12 novembre 1807 fu chiamato ad Arnsdorf quale insegnante, sacrestano e organista. A luglio dello stesso anno si sposò: dalla moglie, Maria Elisabeth Engelsberger, ebbe anche due figli che però morirono prematuramente. Nel 1816 divenne organista della chiesa di Oberndorf e due anni dopo compose la melodia che lo rese famoso.
Dopo la morte della moglie, avvenuta nel 1825, si risposò: dal secondo matrimonio nacquero dieci figli, ma di questi solo quattro sopravvissero oltre l'infanzia.
Dopo un periodo di circa sei anni (dal 1829 al 1835) trascorsi a Berndorf quale insegnante e sacrestano, nonché maestro del coro, nel 1835 ottenne la nomina a maestro del coro ed organista della parrocchia di Hallein. E qui compose molta musica di carattere religioso. La famiglia favorì e seguì la carriera di Gruber: il figlio maggiore, Franz, tra il 1847 e il 1849, dotò Hallen di una Corale e di un'associazione di promozione del canto, mentre un altro figlio, Felix, gli succedette come maestro del coro alla scomparsa, avvenuta il 7 giugno 1863.

## Stille Nacht
Autore di un'ampia produzione musicale, Gruber è per lo più noto a tutt'oggi quale compositore del brano natalizio Stille Nacht, su testo di Joseph Mohr, che egli stesso suonò per la prima volta, la notte di Natale del 1818, nella chiesa di St. Nikolaus ad Oberndorf. Nella "Authentischen Veranlassung" si legge: "Era il 24 dicembre del 1818, quando l'allora aiuto prete Signor Josef Mohr presso la neo edificata parrocchia St. Nicola in Oberndorf lesse una poesia all'organista Franz Gruber (al tempo anche insegnante ad Arnsdorf), nel tentativo di scrivere con lui una melodia appropriata per due voci soliste con coro e un accompagnamento di chitarra." Il brano fu eseguito durante la Messa di mezzanotte (Mohr accompagnò alla chitarra e cantò da tenore, mentre Gruber cantò da basso).
Dal 1993, ad Hallein, nella casa che fu di Gruber, trova la propria sede il Museo Stille Nacht: in esso si custodisce anche la chitarra con la quale Joseph Mohr eseguì per la prima volta il famoso canto nel Natale del 1818, e vi si trovano spartiti ed altri oggetti originali.